# 1964年東京オリンピックのデモンストレーション競技
1964年東京オリンピックのデモンストレーション競技（1964ねんとうきょうオリンピックのデモンストレーションきょうぎ）は、1964年10月15日に日本武道館で実施された。

## 概要
東京オリンピックは1964年（昭和39年）10月10日から10月24日まで開催された。オリンピック憲章32条に国技一種と外来競技一種をデモンストレーションとして加えることができる旨が規定されていたことから、国技として剣道が実演されることになったが、弓道、相撲からも参加したいとの要望があった。
日本志道会（全日本柔道連盟、全日本剣道連盟、全日本弓道連盟、日本相撲連盟）はオリンピック組織委員会に対し「武道」一種目の名目となるよう要望し、国際オリンピック委員会はこれを承認した。
1日一種目として3日間を希望したが認められず、10月15日に剣道、弓道、相撲の三種目が実施された。各種目の持ち時間は2時間30分前後であった。

## 剣道
剣道、杖道、薙刀、居合道、古武道の形や掛り稽古、東西対抗戦が行われた。

### 形の演武
日本剣道形
- 打太刀 - 範士十段 斎村五郎
- 仕太刀 - 範士十段 持田盛二

杖道の形（神道夢想流）
- 打 - 範士 清水隆次
- 仕 - 五段 ドン・ドレーガー

薙刀の形（直心影流）
- 打 - 範士九段 園部繁八
- 仕 - 範士七段 園部朝野

居合（夢想神伝流）
- 八段 檀崎質郎
- 五段 佐藤彦四郎
- 五段 紀野実
- 四段 高木利男
- 三段 青木栄治
- 初段 檀崎桂子

古武道の形（小野派一刀流）
- 打太刀 - 範士八段 笹森順造
- 仕太刀 - 範士八段 鶴海岩夫

### 練習
少年の部 基本
- (1)
  - 指導者 - 教士七段 山下惣策
  - 助手 - 教士七段 笠原良
  - 教習者 - 小学生8人

- (2)
  - 指導者 - 教士七段 武藤英雄
  - 助手 - 教士七段 松井貞志
  - 教習者 - 中学生8人

青年の部 掛かり稽古
- (1)
  - 指導者 - 範士八段 佐藤貞雄
  - 相手 - 大学生3人、高校生2人

- (2)
  - 指導者 - 範士八段 高野孫二郎
  - 相手 - 大学生3人、高校生2人

### 試合
混成の部（紅組－白組）
- (高齢者) - 範士八段 加藤七左衛門 （引き分け） 範士八段 長野充孝
- (剣道対薙刀) - 薙刀七段 高橋初江 メ － ドメ 教士七段 大島宏太郎
- (剣道対薙刀) - 教士七段 御園勇 － スス 薙刀七段 奥山栄
- (女子) - 三段 柳沼恵美子 メド － ド 三段 中村圭江
- (女子) - 初段 高野文江 － メ 二段 松尾和恵
- (中学生) - 高橋清司 コ － ドメ 中村義光
- (小学生) - 遠西政勝 コ （引き分け） ド 石田武彦

東西対抗の部（東軍－西軍）
- (高段者) - 範士八段 鶴海岩夫 ド － ドコ 範士八段 中倉清
- (政治家) - 教士五段 臼井荘一 コ （引き分け） ド 教士七段 園田直
- (実業家) - 教士七段 斎村龍雄 （引き分け） 教士七段 島田喜一郎
- (教職員) - 教士七段 伊保清次 （引き分け） 教士七段 谷口安則
- (警察官) - 教士七段 中村太郎 （引き分け） 教士七段 矢野太郎
- (大学生) - 五段 池田健二 コ － - 五段 谷内幹芳
- (大学生) - 四段 倉沢正 － ココ - 四段 土谷弘明
- (高校生) - 三段 白石正範 コメ － - 三段 福本英男
- (高校生) - 三段 田村暁 ドコ － - 二段 正木行男

## 弓道
魔陣を退散させる蟇目の儀式、射礼（皇室行事として行われていた）、高校生や一般の人による演武、戦国時代の古式弓術、薩摩日置流腰矢組弓が披露された。

## 相撲
基本動作、ぶつかり稽古、決まり手のうち、突き・押し・投げ・捻りなどの代表技26手の実演、紅白試合や三人抜などが公開された。